# Zelig
Zelig er en amerikansk film fra 1983 instrueret af Woody Allen. Filmen havde dansk premiere den 27. januar 1984.
Filmen er en fiktiv dokumentarfilm om Leonard Zelig, en parafrase over den omstillingsparate jøde, et socialt væsen, der som en kamæleon hurtigt tilpasser sig til sine omgivelser.

## Rolleliste
- Woody Allen - Leonard Zelig
- Mia Farrow - Dr. Eudora Nesbitt Fletcher
- John Buckwalter - Dr. Sindell
- Marvin Chatinover - Glandular Diagnosis Doctor
- Stanley Swerdlow - Mexican Food Doctor
- Paul Nevens - Dr. Birsky

## Eksterne links
- Zelig på Internet Movie Database (engelsk)
- Zelig på Filmdatabasen
- Zelig på Scope
- Zelig i Svensk Filmdatabas (svensk)
- Zelig på AlloCiné (fransk)
- Zelig på MovieMeter (nederlandsk)
- Zelig på AllMovie (engelsk)
- Zelig hos American Film Institute (engelsk)
- Zeligs profil hos Encyclopædia Britannica Online (engelsk)
- Zelig på Turner Classic Movies (engelsk)